# Rozhledna na Velké Sově
Rozhledna na Velké Sově (německý název Bismarckturm, polský název Wieża Widokowa na Wielkiej Sowie) se nachází na stejnojmenné nejvyšší hoře Sovích hor (polský název Góry Sowie) v sudetském pohoří, jejíž nejvyšší vrchol sahá do výše 1 015 m n. m. Nachází se na území vesnice Rościszów ve gmině Pieszyce v okrese Dzierżoniów v Dolnoslezském vojvodství jihozápadním Polsku. Nedaleko odtud pod vrcholem hory, se nachází horská chata Sova.

## Historie
Dnešní kamenná rozhledna s kruhovým rozhledem, byla postavena poblíž původní dřevěné rozhledny, která zanikla v roce 1904. Základní kámen byl položen 1. června roku 1905. Patronem této kamenné věže byl Otto von Bismarck (Bismarckturm). Výběrové řízení na návrh této stavby vyhrál zedník Hennig z Walimi. Samotná výstavba byla svěřena společnosti Bestänier & George z Lipska, která se specializovala na výstavbu výškových budov. Stavební náklady činily přibližně 20 000 marek. Slavnostní otevření věže se konalo dne 24. května roku 1906. Samotný výstup na rozhlednu byl ve své době placený, v prvním roce bylo prodáno 21 000 vstupenek. Po druhé světové válce nesla rozhledna jméno generála Wladyslawa Sikorského a později okolo roku 1980 jméno Mieczysława Orłowicza. Žádné z těchto jmen do dnešní doby nepřežilo, dnes je věž oficiálně nazývaná Rozhledna na Velké Sově (polský název Wieża Widokowa na Wielkiej Sowie). V roce 2006 byla dokončena kompletní renovace věže a to za několik set tisíc zlotých.

## Rozhled
Z vrcholu věže je za dobré viditelnosti kruhový rozhled počínaje od polské nížiny přes Králický Sněžník, Orlické hory, Javoří hory po Sněžku. Také je vidět Malá Sova (polský název Mała Sowa) (972 m n. m.) a nedaleko Ruprechtický Špičák (880 m n. m.), kde se nachází rovněž rozhledna.

## Přístup
Rozhledna je otevřena v období od 1. května do 31. října v době od 9:30 do 19:00. V přízemí věže se nachází prodejna s občerstvením. Prostranství je celkově upraveno pro odpočinek turistů, nedílnou součástí jsou lavičky a stoly. Vstupné se platí v prvním patře (4,00 zł). Nejlepší přístup k rozhledně je po žluté turistické značce přes Malou Sovu (polský název Mała Sowa) z Walimi.